# Isaac Arriaga, Morelia
Isaac Arriaga är en ort i Mexiko.   Den ligger i kommunen Morelia och delstaten Michoacán de Ocampo, i den södra delen av landet, 230 km väster om huvudstaden Mexico City. Isaac Arriaga ligger 2 037 meter över havet och antalet invånare är 302.
Terrängen runt Isaac Arriaga är huvudsakligen kuperad, men åt nordost är den platt. Runt Isaac Arriaga är det tätbefolkat, med 493 invånare per kvadratkilometer. Närmaste större samhälle är Acuitzio del Canje, 7,8 km söder om Isaac Arriaga. I omgivningarna runt Isaac Arriaga växer huvudsakligen savannskog.